# 衞心
衛心（1511年—？），字之正，山西澤洲陽城縣人，民籍，明朝政治人物。

## 生平
嘉靖二十五年（1546年）丙午科山西鄉試第七名舉人。嘉靖二十九年（1550年）中式庚戌科會試第一百八十三名，三甲第一百二十一名進士。授宜陽縣知縣，調臨淄縣。三十八年（1559年）任宁晋县。

## 家族
曾祖衛完；祖父衛成德；父衛縉，冠帶生員。母李氏。具庆下。